# یواس‌اس ناروال (اس‌اس-۱۶۷)
یواس‌اس ناروال (اس‌اس-۱۶۷) (به انگلیسی: USS Narwhal (SS-167)) یک زیردریایی بود. این زیردریایی در سال ۱۹۲۸ ساخته شد.